# Metropolregion Macon
Die Metropolregion Macon (engl.: Macon metropolitan area) ist eine Metropolregion im Zentrum des US-Bundesstaates Georgia. Sie stellt eine durch das Office of Management and Budget definierte Metropolitan Statistical Area (MSA) dar und umfasst die Countys Bibb, Crawford, Jones, Monroe und Twiggs. Den Mittelpunkt des Verdichtungsgebietes stellt die Stadt Macon dar.
Zum Zeitpunkt der Volkszählung von 2020 hatte das Gebiet 233.802 Einwohner.